# Heinz Wöltje
Heinz Wöltje (4. siječnja 1902. – 26. rujna 1968.) je bivši njemački hokejaš na travi. 
Osvojio je brončano odličje na hokejaškom turniru na Olimpijskim igrama 1928. u Amsterdamu igrajući za Njemačku. Na turniru je odigrao tri susreta. Igrao je na mjestu braniča i postigao je 1 pogodak.

## Vanjske poveznice
- Profil na Database Olympics